# Goniothalamus tavoyensis
Goniothalamus tavoyensis är en kirimojaväxtart som beskrevs av Debabarta Chatterjee.
Goniothalamus tavoyensis ingår i släktet Goniothalamus och familjen kirimojaväxter. Inga underarter finns listade i Catalogue of Life.